# Sopubia argentea
Sopubia argentea là loài thực vật có hoa thuộc họ Cỏ chổi. Loài này được Hiern miêu tả khoa học đầu tiên năm 1898.